# Gerhard Engel (Senator)
Gerhard Engel (* 1. März 1939 in Bad Nauheim; † 19. März 2010 in Alzenau) war ein deutscher Politiker (CSU).
Engel wuchs in Kaichen auf und legte sein Abitur am altsprachlichen Gymnasium der Augustinerschule in Friedberg in Hessen ab. Er studierte Jura zunächst in Marburg, später in Würzburg. 1962 legte er die erste, 1966 die zweite Staatsprüfung ab. Nach dem Studium war Engel zunächst bei der Regierung von Unterfranken tätig und danach beim Bundesministerium des Innern angestellt. 1970 wurde er juristischer Staatsbeamter zunächst beim Landratsamt in Alzenau, ab 1972 in Aschaffenburg.
Engel wurde 1984 erstmals in den Stadtrat von Alzenau gewählt und wurde dort zweiter Bürgermeister. Von 1987 bis 1999 war er erster Bürgermeister der Stadt Alzenau, danach trug er den Ehrentitel Altbürgermeister und gehörte dem Aschaffenburger Kreistag an. Am 25. März 1998 zog er in den Bayerischen Senat ein und gehörte bis zur Auflösung des Senats der Gruppe der Gemeinden und Gemeindeverbände an.